# Dolopus simulans
Dolopus simulans är en tvåvingeart som beskrevs av Daniels 1987. Dolopus simulans ingår i släktet Dolopus och familjen rovflugor. Inga underarter finns listade i Catalogue of Life.

## Bildgalleri

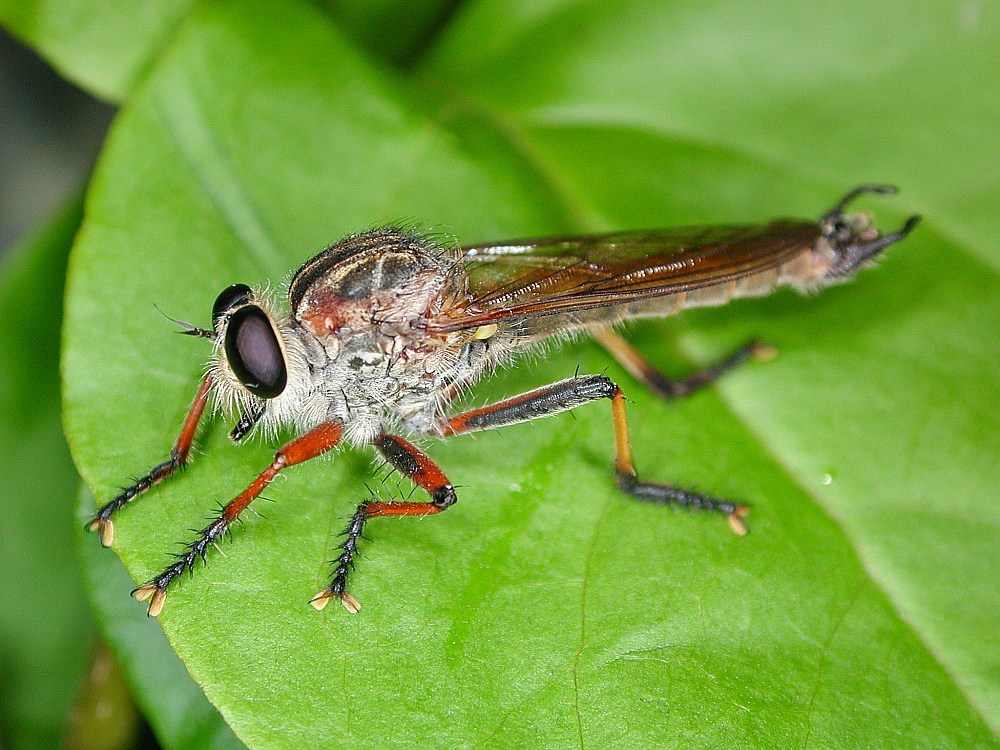
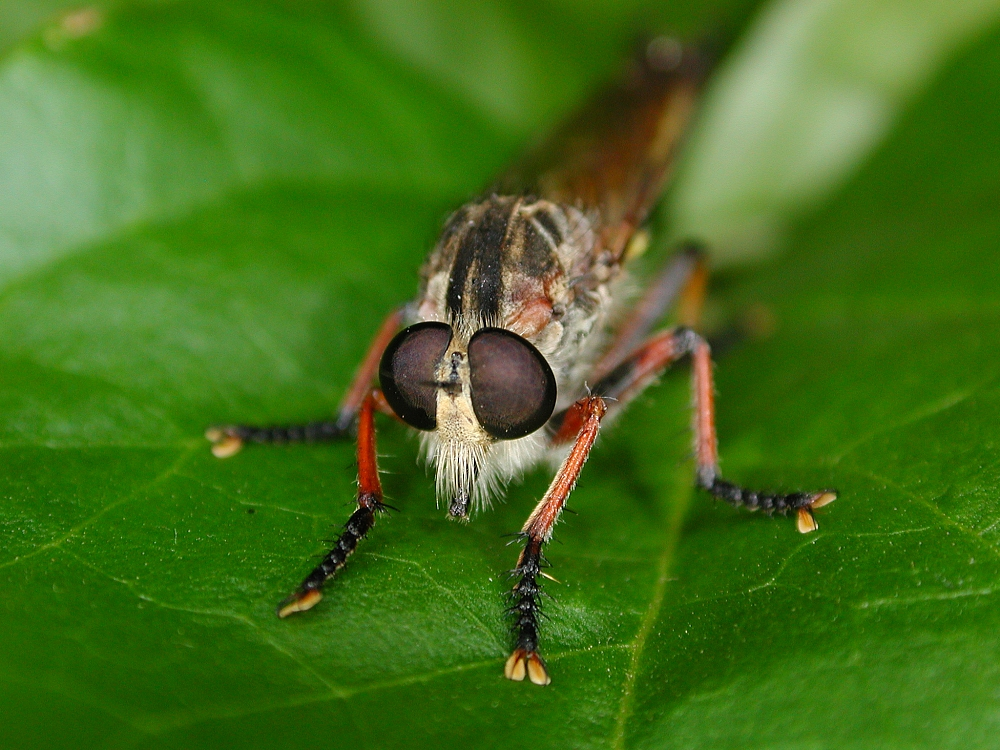